# رودریگو کونتراپس
رودریگو کونتراپس (انگلیسی: Rodrigo Contreras؛ زادهٔ ۲۷ اکتبر ۱۹۹۵) بازیکن فوتبال اهل آرژانتین است.
از باشگاه‌هایی که در آن بازی کرده‌است می‌توان به باشگاه ورزشی سن لورنسو آلماگرو و باشگاه فوتبال جیمناسیا لاپلاتا اشاره کرد.
وی همچنین در تیم ملی فوتبال زیر ۲۰ سال آرژانتین بازی کرده‌است.